# 문경시·예천군
문경시·예천군은 대한민국의 옛 국회의원 선거구이다. 당시 경상북도 문경시, 예천군 지역을 관할했다.

## 역사
1995년 1월, 점촌시와 문경군이 통합되면서 통합 문경시가 출범했다. 또한 제15대 국회의원 선거를 앞두고 문경시와 예천군이 하나의 선거구를 이루게 됨에 따라 신설되었다.
제20대 국회의원 선거를 앞두고 영주시 선거구와 통합되면서 영주시·문경시·예천군 선거구를 이루게 됨에 따라 폐지되었다.

## 역대 국회의원
| 선거   | 정당 | 정당     | 의원   |
| ------ | ---- | -------- | ------ |
| 1996년 |      | 신한국당 | 황병태 |
| 1998년 |      | 한나라당 | 신영국 |
| 2000년 |      | 한나라당 | 신영국 |
| 2004년 |      | 무소속   | 신국환 |
| 2008년 |      | 한나라당 | 이한성 |
| 2012년 |      | 새누리당 | 이한성 |

## 역대 선거 결과

### 대한민국 제15대 국회의원 선거
|  | 34.77% |

|  | 34.02% |

|  | 16.92% |

|  | 4.42% |

|  | 4.06% |

|  | 3.46% |

|  | 2.32% |

### 1998년 대한민국 재보궐선거
|  | 46.9% |

|  | 45.2% |

|  | 7.9% |

### 대한민국 제16대 국회의원 선거
|  | 47.35% |

|  | 46.39% |

|  | 6.25% |

### 대한민국 제17대 국회의원 선거
|  | 47.97% |

|  | 42.40% |

|  | 7.47% |

|  | 1.29% |

|  | 0.85% |

### 대한민국 제18대 국회의원 선거
|  | 48.46% |

|  | 44.52% |

|  | 4.56% |

|  | 2.45% |

### 대한민국 제19대 국회의원 선거
|  | 53.26% |

|  | 41.36% |

|  | 5.37% |